# Danny Torrance
Daniel Anthony "Danny" Torrance è un personaggio immaginario e il protagonista del romanzo horror Shining dello scrittore statunitense Stephen King e pubblicato nel 1977. Da adulto è anche il protagonista di Doctor Sleep, seguito di Shining. Egli è dotato del potere della chiaroveggenza.
È interpretato da Danny Lloyd nella trasposizione cinematografica del libro e da Courtland Mead nella miniserie televisiva del 1997.

## Il personaggio
Daniel Anthony Torrance è figlio di Jack e Wendy Torrance. Dopo la sua nascita, sua madre Wendy si rende immediatamente conto che il figlio è speciale: in alcune visioni lo vede ormai ragazzo pur non riuscendo a scorgerne il volto, particolare che la spaventa.
All'età di 3 anni Danny ha uno spiacevole incidente. Durante una momentanea assenza del padre affetto da problemi di alcolismo, il bambino entra nel suo ufficio  e sparge sul pavimento i fogli di un'opera che stava componendo, versando su di essi il contenuto di una lattina di birra che il padre aveva lasciato aperta sulla scrivania. Quando Jack rientra, viene preso da un attacco d'ira durante il quale afferra violentemente il bambino, procurandogli una frattura al braccio. Questo episodio segnerà profondamente la psiche dell'intero nucleo familiare, facendo emergere a forza il disagio nel quale vivono a causa dell'alcolismo di Jack.
I genitori di Danny riflettono della possibilità di DIVORZIO, una parola che il piccolo teme e non comprende appieno che lui con i suoi poteri lo vede come una nube nera prossima a scoppiare in una tempesta. Per il bene del bambino decidono di rimanere assieme e Jack promette di smettere di bere per controllare la sua rabbia. Danny soprattutto non vuole andare da sua nonna (la madre di Wendy) non sopportando il fatto che lei continui a pensare che sarebbe più brava lei come madre per lui, e che pensa sempre ad un modo come sottrarre suo nipote alla figlia.
Danny talvolta parla con "Tony", colui che i suoi genitori chiamano "amico invisibile". Tony visita Danny per aiutarlo a capire cose che non comprende, inoltre cerca di guidarlo e metterlo in guardia in merito a cose brutte che potrebbero accadergli. Nel corso del romanzo si capirà che Tony è una manifestazione dei particolari poteri di Danny e che rappresenta egli stesso da grande.
Tony comunica a Danny che con la sua famiglia passerà l'inverno all'Overlook Hotel, nel  Colorado, perché suo padre è in procinto di accettare un impiego stagionale come guardiano invernale dell'albergo. Tony gli dice anche di stare molto attento, perché durante l'inverno l'albergo è completamente isolato dal resto del mondo e molte cose lì presenti avrebbero potuto fargli del male.
Quando arrivano all'Overlook, vengono guidati dal cuoco Dick Halloran che mostra loro tutti i reparti della costruzione prima che tutto il personale lasci la zona. Dick, anche lui chiaroveggente, percepisce i poteri di Danny e, prendendolo in disparte, lo mette in guardia in merito a numerose cose strane che potrebbe vedere lì, rassicurandolo dicendogli che non avrebbero potuto fargli del male fintanto che lui avesse scacciato via queste visioni. Gli dice anche che nel caso si fossero trovati in guai seri avrebbe potuto chiamare Dick telepaticamente e lui sarebbe accorso immediatamente.
Durante la loro permanenza all'albergo Danny ha numerose visioni che preoccupano molto Wendy. La madre si rende conto che l'albergo, o gli spiriti che lo infestano, sa che Danny ha questo potere e lo vuole. Lentamente l'Overlook circuisce Jack per metterlo contro la sua famiglia, al fine di consegnargli il bambino.
Alla fine Jack supera il baratro della pazzia, cercando di attaccare Wendy che lotta per proteggere il figlio dal padre ormai fuori controllo.
Tony avverte Danny in una delle sue ultime visioni che non può più accorrere in suo aiuto perché la gente morta dell'albergo diventata ormai troppo forte glielo impediva. 
Danny comprendendo ciò chiama Dick come gli disse in precedenza di fare in caso di aiuto con il suo potere che, fortemente spaventato per la sopravvivenza della famiglia, accorre in tempo per salvare il bambino e la madre dalla furia del padre. 
In un momento di lucidità Jack capisce di essere posseduto dall'albergo e facendo surriscaldare la caldaia provoca un'esplosione che lo distrugge ma uccide anche lui.
Wendy, Danny e Dick al momento dell'esplosione sono in salvo fuori dall'Overlook.